# Mitja Janc
Mitja Janc (Brežice, 5 de abril de 2003) es un jugador de balonmano esloveno que juega de central en el Orlen Wisła Płock. Es internacional con la selección de balonmano de Eslovenia.

## Palmarés

### RK Celje
- Liga de balonmano de Eslovenia (1): 2023
- Copa de Eslovenia de balonmano (1): 2023
- Supercopa de Eslovenia de balonmano (1): 2023

### Consideraciones individuales
- MVP y mejor central del Campeonato Europeo de Balonmano Masculino Sub-19 de 2021[2]
- Máximo goleador del Campeonato Europeo de Balonmano Masculino Sub-19 de 2021 (61 goles)

## Clubes
| Club                       | País      | Año         |
| -------------------------- | --------- | ----------- |
| RK Celje                   | Eslovenia | 2020 - 2024 |
| RK Maribor Branik (cedido) | Eslovenia | 2021 - 2022 |
| Orlen Wisła Płock          | Polonia   | 2024 - Act. |